# Distrikt Zombo
Zombo ist ein Distrikt im Nordwesten von Uganda. Er ist nach seinem wichtigsten kommunalen, administrativen und kommerziellen Zentrum, der Stadt Zombo, benannt.

## Geografie
Der Distrikt grenzt im Westen und Süden an die Demokratische Republik Kongo, im Norden an den Distrikt Arua und im Osten an den Distrikt Nebbi. Zombo, das wichtigste politische, administrative und kommerzielle Zentrum des Distrikts, liegt etwa 70 Kilometer (per Straße) südlich der Stadt Arua, der größten Stadt der Region. Dieser Ort liegt ungefähr 382 Kilometer (per Straße) nordwestlich der Hauptstadt Kampala. Der Distrikt Zombo ist Teil der administrativen Region Norduganda, hat 219.800 Einwohner (Stand 2012) und eine Fläche von 244,9 Quadratkilometern.

## Geschichte
Der Distrikt wurde 2009 gegründet, vorher war er Teil des Distrikts Nebbi.

## Demografie
Zombo hat 219.800 Einwohner.